# Haplosclerida
Гаплосклери (Haplosclerida) — ряд губок класу звичайні губки (Demospongiae).

## Загальна інформація
Скелет сітчастої організації, складається з коротких окс. Часто є ектосомальна сітка з одиничних спикул. Мегасклери, якщо присутні, сигмоподібної форми (сигми або токсо, але не хели). Личинки — паренхімули, невеликого розміру, як і у личинок Poecilosclerida, задній полюс без джгутиків.

## Класифікація
Має три підряди та 14 родин:
- Підряд Haplosclerina Topsent, 1928
  - Родина Callyspongiidae
  - Родина Chalinidae
  - Родина Niphatidae
- Підряд Petrosina Boury-Esnault & Van Beveren, 1982
  - Родина Calcifibrospongiidae
  - Родина Petrosiidae
  - Родина Phloeodictyidae
- Підряд Spongillina Manconi & Pronzato, 2002
  - Родина Lubomirskiidae
  - Родина Malawispongiidae
  - Родина Metaniidae
  - Родина Metschnikowiidae
  - Родина Palaeospongillidae
  - Родина Potamolepidae
  - Родина Spongillidae
  - Родина Spongillina incertae sedis